# Rolf Kraushaar
Rolf Kraushaar (* 30. November 1930 in Langensalza, Provinz Sachsen) ist ein deutscher ehemaliger Politiker und Funktionär der DDR-Blockpartei Demokratische Bauernpartei Deutschlands (DBD). 

## Leben
Rolf Kraushaar war der Sohn eines Handwerkers und wurde Pressereferent an der Deutschen Akademie der Landwirtschaftswissenschaften zu Berlin, wo er im Mai 1968 promovierte. Das Thema seiner Dissertation lautete Probleme und Aufgaben bei der Durchsetzung des wissenschaftlich-technischen Fortschritts in der sozialistischen Landwirtschaft durch die Produktionspropaganda, untersucht am Beispiel der Fachzeitschriften. Später war er als wissenschaftlicher Mitarbeiter am Zentralinstitut für Molekularbiologie der Akademie der Wissenschaften der DDR tätig.
Von 1963 bis 1967 gehörte er als Mitglied der DBD und einer deren Berliner Vertreter der Volkskammer der DDR an.